# Южноаукштайтский диалект

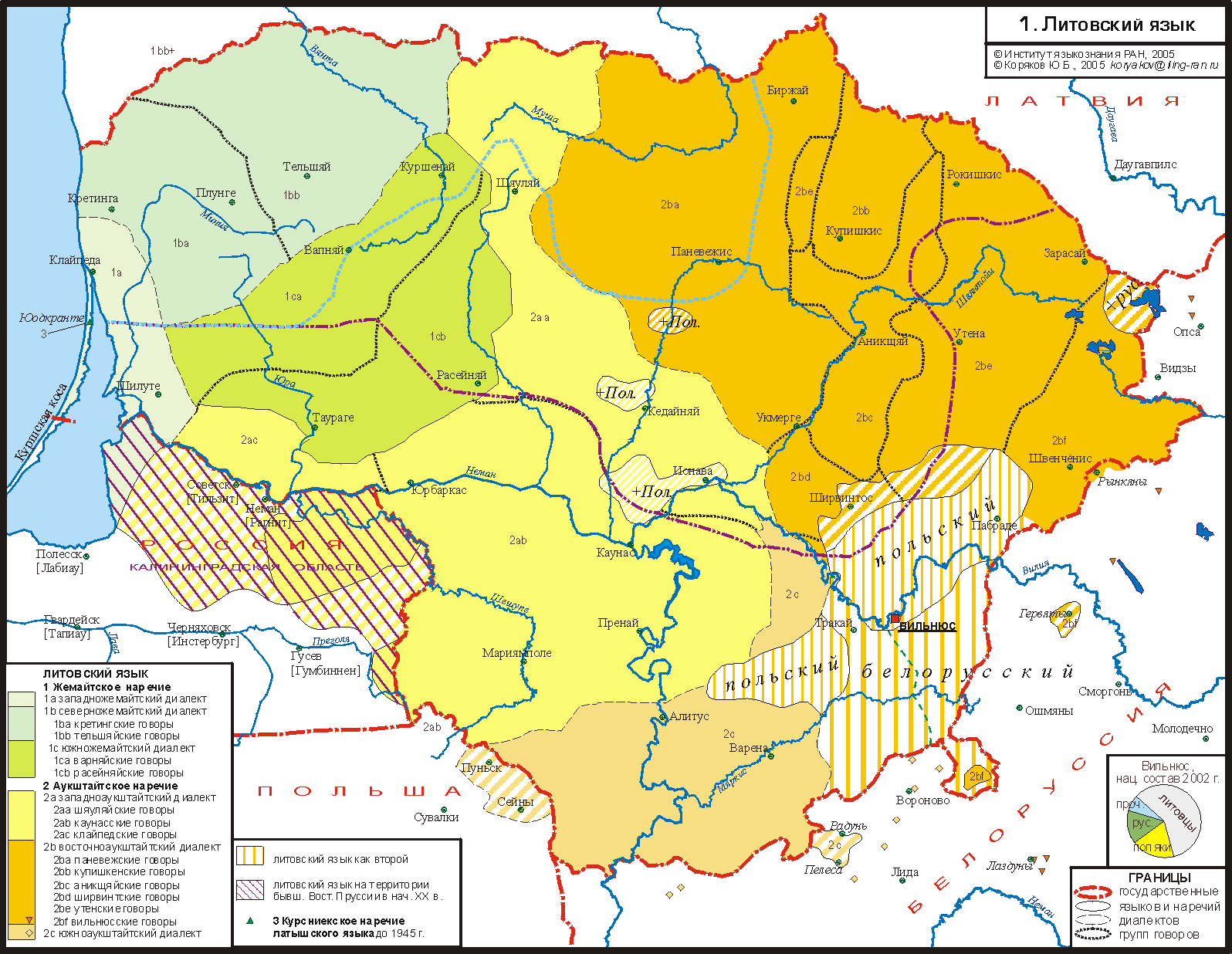
Ареал южноаукштайтского диалекта на карте распространения литовского языка (по данным классификации 1964 года)

Южноаукшта́йтский диалект (также дзукийский диалект, дзукский диалект, западнодзукский диалект; лит. pietų aukštaičiai, dzukai, латыш. dienvidaugštaišu izloksne) — один из диалектов литовского языка, распространённый в южной части территории Литовской республики, а также в некоторых приграничных с Литвой районах Белоруссии и Польши. Входит вместе с западноаукштайтским и восточноаукштайтским диалектами в состав аукштайтского (верхнелитовского) наречия, которое противопоставляется жемайтскому (нижнелитовскому) наречию, включающему западножемайтский, северножемайтский и южножемайтский диалекты.
В говорах южноаукштайтского диалекта, бо́льшая часть ареала которого граничит с ареалами белорусского и польского языков, чаще, чем в других литовских диалектах встречаются славянские заимствования.
Согласно более ранней классификации, в южноаукштайтском ареале размещалась основная часть дзукийского диалекта, другой частью этого диалекта была южная область распространения восточноаукштайтского диалекта (по новой классификации).

## Область распространения
Область распространения южноаукштайтского диалекта занимает значительную часть историко-этнографической области Дзукия, которая получила своё названия по особенностям, которые присущи южноаукштайтскому диалекту (наличию гласных [c’], [ʒ’] на месте фонем /t’/, /d’/ литовского литературного языка). В ареал южноаукштайтского диалекта не входят лишь восточные районы Дзукии, на которых чересполосно размещены говоры польского и белорусского языков с говорами восточноаукштайтского диалекта. Земли Дзукии расположены не только на территории Литвы, но и частично на территориях Белоруссии и Польши, главным городом Дзукии считается Алитус, другие крупные города: Гродно, Лида, Вильнюс.

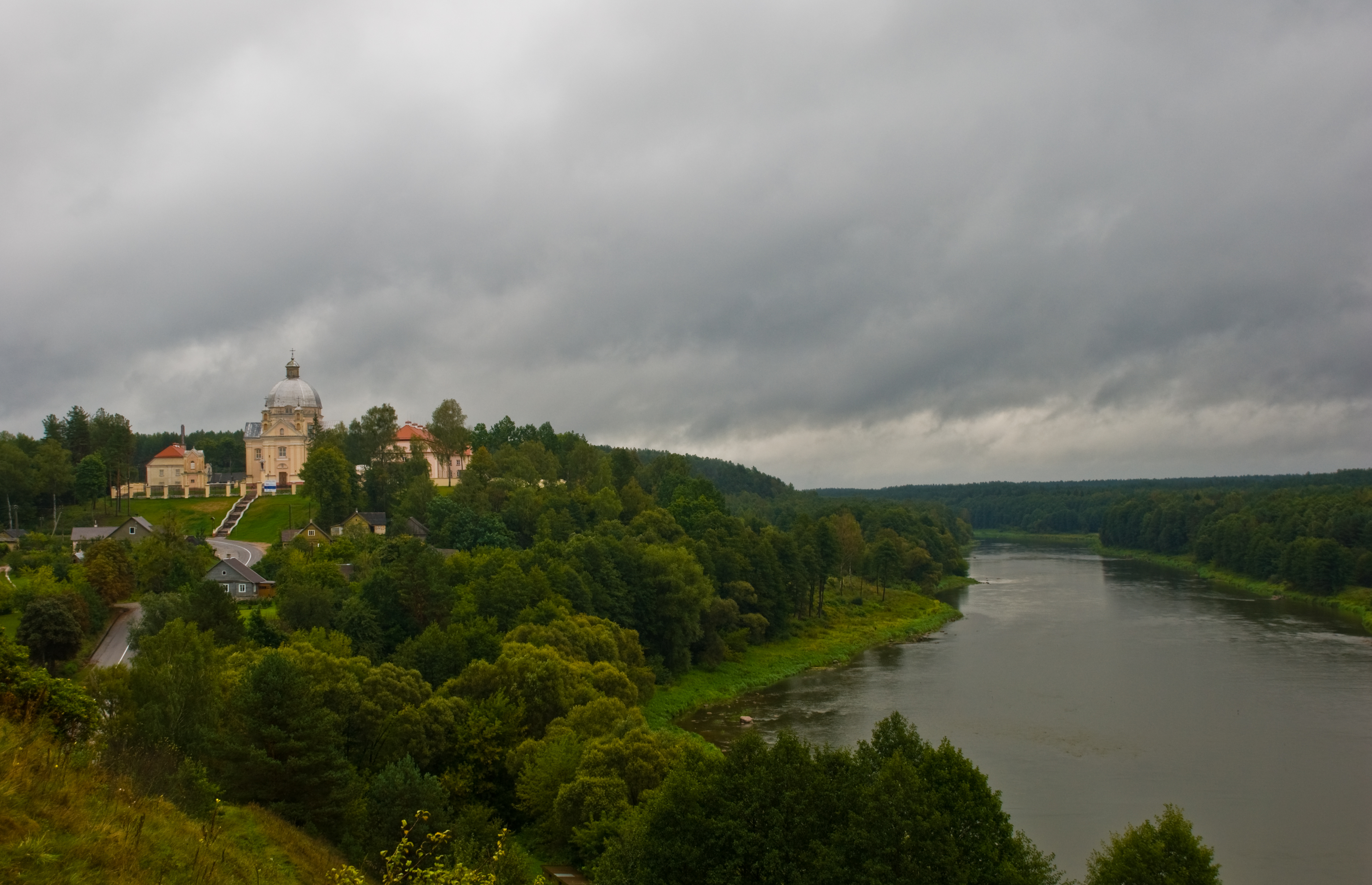
Природный ландшафт Дзукии
(Лишкява на берегу Немана)

Согласно современному административно-территориальному делению Литвы, ареал южноаукштайтского диалекта занимает территорию Алитусского уезда и отчасти юго-запад Вильнюсского уезда. Крайне западная часть ареала южноаукштайтского диалекта расположена в северо-восточной части Польши в Подляском воеводстве: на территории гмин Пуньск, Сейны и частично на территории гмины Шиплишки; часть носителей дзукийских говоров Польши из указанных гмин переселилась в Сувалки. Крайне южная часть ареала южноаукштайтского диалекта расположена в северо-западной части Белоруссии: возле литовской границы в населённых пунктах Радунь, Пелеса, Вороново и в Зетельском регионе в селе Засетье недалеко от города Дятлово Слонимского района Гродненской области.
Область распространения южноаукштайтского диалекта на севере граничит с ареалом западноаукштайтских каунасских говоров, на северо-востоке — с ареалом ширвинтских говоров восточноаукштайтского диалекта, на востоке — с ареалом прежде всего восточноаукштайтских вильнюсских говоров, и территорий, на которых белорусские и польские говоры зачастую численно преобладают над литовскими. С юга к области распространения южноаукштайтского диалекта примыкает белорусский языковой ареал. Западной границей распространения южноаукштайтского диалекта является польская языковая территория.

## Диалектные особенности
Основной критерий классификации диалектов аукштайтского наречия — это развитие исконных сочетаний *an и *en. В южноаукштайтском диалекте при сохранении сочетаний [an], [ɛn] перед взрывными согласными неизменными, в позиции образования на их месте носового гласного (не перед взрывными, в конце слова) развились долгие гласные [u·], [i·]: *rankã > [rankà] (лит. литер. rankà) «рука»; *žansis > [žu·s’ìs] (лит. литер. žąsìs) «гусь». В западноаукштайтском при сохранении [an], [ɛn] в случае утраты носового сонорного согласного развились долгие [a·], [e·]: [rankà]; [ža·s’ìs]. В восточноаукштайтском в случае утраты носового сонорного согласного, как и в южноаукштайтском, развились долгие [u·], [i·], эти гласные отмечаются и в сочетаниях с сохранением носового сонорного: [runkà]; [žu̾·s’ìs].
Кроме того, южноаукштайтский диалект выделяется по характерному изменению гласных [c’], [ʒ’] на месте гласных литературного литовского языка /t’/, /d’/ перед передними гласными верхнего подъёма [i], [i·]: [c’ìk] (лит. литер. tìk) «только»; [ʒ’ienà] (лит. литер. dienà) «день».
Для дзукийских островных говоров Белоруссии, наиболее удалённых от Литвы, характерны такие черты, как переход согласной ž > z; наличие твёрдой l; распространение особой формы глагола bùvo в форме 3-м лица прошедшего времени — bìt «быть».
В дописьменную эпоху южноаукштайтский диалект сохранял ятвяжские языковые элементы. В процессе межъязыковых контактов южноаукштайтский диалект подвергся славянскому влиянию, наиболее ощутимо за линией Друскининкай — Кабяляй — Радунь — Жирмунай — Девенишкес.

## Проект литературного языка
В конце 1980-х — начале 1990-х годов активистами «Общества славяноязычных литовцев» во главе с Э. Б. Саткявичусом были предприняты попытки создания литературных языков на основе местных польских, белорусских и литовских говоров Юго-восточной Литвы. Были разработаны проекты польского вичского языка и белорусского гальшанского языка, которые не получили широкого распространения, а к 1992 году почти полностью вышли из употребления. Проект дзукийского языка на основе южных и восточных аукштайтских диалектов остался нереализованным.